# Övertorneå kyrkoby
Övertorneå kyrkoby (finska: Alkkula) är en tätort (finska: taajama) och centralorten i Övertorneå kommun i landskapet Lappland i Finland.
Övertorneå ligger på Torneälvens östra strand, mitt emot svenska byn Alkullen. Tätorten ligger vid E8 och ungefär 7 kilometer norr om Övertorneå ligger byn Aavasaksa, med vägförbindelse till Sverige och svenska Övertorneå via en bro.
Övertorneå har en järnvägsstation vid Kolaribanan.

## Befolkningsutveckling
| Befolkningsutvecklingen i Övertorneå kyrkoby 1960–2015 | Befolkningsutvecklingen i Övertorneå kyrkoby 1960–2015 | Befolkningsutvecklingen i Övertorneå kyrkoby 1960–2015 | Befolkningsutvecklingen i Övertorneå kyrkoby 1960–2015 | Befolkningsutvecklingen i Övertorneå kyrkoby 1960–2015 |
| ------------------------------------------------------ | ------------------------------------------------------ | ------------------------------------------------------ | ------------------------------------------------------ | ------------------------------------------------------ |
|                                                        |                                                        |                                                        |                                                        |                                                        |
| År                                                     |                                                        |                                                        | Folkmängd                                              | Landareal (km²)                                        |
| 1960                                                   | 1960                                                   |                                                        | 1 386                                                  | 5,95                                                   |
| 1970                                                   | 1970                                                   |                                                        | 1 796                                                  | 8,25                                                   |
| 1980                                                   | 1980                                                   |                                                        | 2 157                                                  | 9,9                                                    |
| 1990                                                   | 1990                                                   |                                                        | 2 248                                                  | 6,63                                                   |
| 1995                                                   | 1995                                                   |                                                        | 2 606                                                  | 7,25                                                   |
| 2000                                                   | 2000                                                   |                                                        | 2 419                                                  | 7,46                                                   |
| 2005                                                   | 2005                                                   |                                                        | 2 291                                                  | 6,9                                                    |
| 2010                                                   | 2010                                                   |                                                        | 2 122                                                  | 6,90                                                   |
| 2011                                                   | 2011                                                   |                                                        | 2 135                                                  | 6,67                                                   |
| 2012                                                   | 2012                                                   |                                                        | 2 092                                                  | 6,67                                                   |
| 2013                                                   | 2013                                                   |                                                        | 2 066                                                  | 6,67                                                   |
| 2014                                                   | 2014                                                   |                                                        | 2 006                                                  | 6,67                                                   |
| 2015                                                   | 2015                                                   |                                                        | 1 984                                                  | 6,69                                                   |
| Anm.: Ihopvuxen med Taroniemi 1970.                    |                                                        |                                                        |                                                        |                                                        |